# Cefotetan
Cefotetanul este un antibiotic din clasa cefalosporinelor de generația a doua, utilizat în tratamentul unor infecții bacteriene. Printre acestea se numără: infecții ale pielii, infecții ginecologice, infecții intra-abdominale și infecții de tract respirator inferior. Cefotetanul fost dezvoltat de către Yamanouchi Pharmaceutical, iar în afara Japoniei este comercializat de către AstraZeneca. Calea de administrare este pareneterală.